# BMW・3200CS
BMW・3200CSは西ドイツ（当時）の自動車メーカー・BMWが1962年2月から1965年9月まで生産した大型のクーペ型乗用車である。

## 概要
デビューは1961年のフランクフルトモーターショーであった。3年間に約600台が生産された。1952年デビューのBMW・501/502系列の最終発展型で、V型8気筒エンジン搭載のBMW車は3200CSの消滅後、吸収合併したグラースの最上級モデルで、一時BMWブランドで生産された「3000・V8」を例外として、1992年にBMW 740iが登場するまで一時途絶えた。
性格としてはBMWの経営危機のために1959年に製造中止となったBMW・503の後継モデルである。503の製造中止から3200CS登場までの2年間、BMWは一旦ダイムラー・ベンツへの吸収合併寸前の状態に陥った後、ヘルベルト・クヴァントによって救済され、同年に登場したBMW・700と、3200CSとほぼ同時に発表されたBMW・1500（ノイエクラッセ）によって、ようやく破綻の危機から脱しようとしていた。
機構的には502以来のV型8気筒3,168 ccエンジンを踏襲、ゼニス・ストロンバーグのツインキャブレターで160馬力に強化され、最高速度は200 km/hに達した。同時にマイナーチェンジを受けて2600/3200と名乗るようになった502同様、増加したパワーに対応して前輪にはディスクブレーキが装備された。
3200CS最大の特徴は、従来のボディを引き続き用いたセダンとは対照的な、イタリアのベルトーネが製作し、ミュンヘンのBMW工場で架装されることになった、全く新しいボディであった。フロントエンドこそ従来のBMWのイメージを強く残していたが、その後半部は軽快な2ドア・ピラーレスのハードトップクーペで、ベルトーネの新しいチーフデザイナー・ジョルジェット・ジウジアーロの個性が顕著に現われていた。
1500系の成功によって、BMWには大型高級車を少量生産する余裕がなくなったことから、3200CSは1965年9月に生産中止された。それと入れ替わるように1500系シャシーをベースとし車体はカルマンが製造したBMW・2000C/2000CSが同年に誕生し、3200CSを遥かに上回る人気を獲得することになる。